# Tears of Rage
Tears of Rage è un brano musicale composto nel 1967 da Richard Manuel e Bob Dylan durante il periodo di autoimposto esilio dalle scene di quest'ultimo a seguito dell'incidente motociclistico del 29 luglio 1966. La canzone venne originariamente incisa da Dylan e The Band durante le celebri "sessioni in cantina" dell'estate 1967, parte delle quali (inclusa questa traccia) furono pubblicate nel 1975 sull'album The Basement Tapes. La Band pubblicò la propria versione della traccia, senza la partecipazione di Dylan, sull'album Music from Big Pink del 1968.

## Il brano
La canzone venne originariamente incisa nel 1967 nella cantina della casa di campagna della The Band detta "Big Pink", con Dylan alla voce solista. Questa registrazione (come anche il resto delle tracce incise durante le sessioni) rimase inedita per altri otto anni, fino a quando venne inclusa nell'album The Basement Tapes nel 1975, anche se ne circolavano già in precedenza svariate versioni bootleg non ufficiali.
La prima pubblicazione ufficiale della canzone ebbe luogo nell'album di debutto della The Band Music from Big Pink nel 1968, senza la partecipazione di Dylan e con Richard Manuel al canto.

## Cover
Il brano è stato reinterpretato da numerosi artisti, tra i quali: Jimi Hendrix (nell'album West Coast Seattle Boy: The Jimi Hendrix Anthology), Gene Clark, Jerry Garcia, Ian & Sylvia, Albert Lee, Marty Ehrlich, Karate, Barbara Dickson, Bob Margolin, Totta Näslund e Chantal Kreviazuk. Joan Baez ne registrò una versione a cappella.

## Formazione

### Bob Dylan & The Band (1967)
- Bob Dylan – voce, chitarra acustica
- Rick Danko – basso, coro
- Garth Hudson – organo
- Richard Manuel – pianoforte acustico, coro
- Robbie Robertson – chitarra elettrica

### The Band (1968)
- Richard Manuel - voce, pianoforte acustico
- Rick Danko - basso, coro
- Levon Helm - batteria
- Garth Hudson - organo Lowrey, sax soprano
- Robbie Robertson - chitarra elettrica
- John Simon - tamburello, corno baritono